# Domingo Anaya
Domingo Anaya fue un militar mexicano que participó en la Guerra Cristera. De familia muy humilde, fue zapatero en su localidad natal. Luego del estallido de la cristiada, los generales Waldo Garza y Rivas Guillén utilizaron gases en contra del Gral. Anaya en el municipio de San Francisco del Rincón.  Murió en la Hacienda de San Isidro, Guanajuato, el 28 de marzo de 1928, cuando los generales Jaime Carrillo y Genovevo Rivas Guillén rodearon su tropa, causando 116 muertos y 47 prisioneros, que finalmente fueron fusilados.